# QuickDraw GX
QuickDraw GX est une bibliothèque graphique 2D du système d’exploitation Macintosh classique d’Apple dont le but était de remplacer la bibliothèque QuickDraw tout en résolvant plusieurs de ces problèmes. Elle utilise la programmation orientée objet et est indépendante de la résolution, permettant au programmeur de compléter des taches fréquentes plus facilement que QuickDraw. Elle compte aussi plusieurs commande de dessin de courbes et utilise la technologie TrueType étendue (qui deviendra AAT) pour les besoins typographiques.
Cette bibliothèque est finalement abandonnée lorsque Apple rachète NeXT et adopte son système Quartz pour Mac OS X. Certains de ces composants font encore partie des systèmes d’exploitation Apple.